# Colibrí amazília de Bartlett
El colibrí amazília de Bartlett (Amazilia bartletti) és una espècie d'ocell de la família dels troquílids (Trochilidae) que habita bosocs clars i de ribera, matolls i sabanes de les terres baixes a l'est i sud-est del Perú, nord de Bolívia i est del Brasil. Molts autors l'han considerat coespecífica del colibrí amazília gorjablau.